# Monte Sumbing
O monte Sumbing (em indonésio: Gunung Sumbing) é um estratovulcão ativo da ilha de Java, Indonésia. É simétrico do vulcão Sundoro e situa-se entre as províncias de Temanggung e Wonosobo.
A única erupção registada historicamente ocorreu em 1730 e criou uma pequena  cratera freática no cume.